# Pendências
Pendências is een gemeente in de Braziliaanse deelstaat Rio Grande do Norte. De gemeente telt 13.034 inwoners (schatting 2009).